# 명신여학교
명신여학교(明新女學校)는 1906년(광무 10년) 5월 이정숙(李貞淑)에 의하여 창립된 여자 사립 학교로, 1909년 명신고등여학교, 1910년 숙명고등여학교로 개칭되었고, 다시 1911년 숙명여자고등보통학교로 개명하였다. 고종의 후궁 순헌황귀비가 하사한 280여만 평의 토지를 기본 재산으로 설립되었다. 창립 당시 학생의 수학(修學)과 기숙은 교비로 충당하였고, 입학은 양반·명문의 자녀에게만 하락되었다. 교과 내용은 초등 교육의 수준으로 국한문·일어·산술·이과·가사·재봉·수예·음악·도화·습자·체조 등이 있었다.

## 같이 보기
- 학교법인 숙명학원
- 숙명여자고등학교
- 숙명여자대학교